# Torna... a Sorrento
Torna... a Sorrento è un film del 1945 diretto da Carlo Ludovico Bragaglia

## Trama
Luisa da Napoli va a Roma per incontrare il fidanzato, ma a causa di un disguido non riesce ad incontrarlo ed incontra un suo omonimo che per errore aveva intercettato un messaggio che la ragazza aveva indirizzato al fidanzato, tale Mario Bianchi. La storia si complica per la denuncia del papà della ragazza e dello zio del ragazzo che li accusano della fuga d'amore e di aver sottratto dei soldi...ma verrà arrestato l'uomo sbagliato!
In cella i due Mario Bianchi si incontreranno e ci saranno risvolti positivi per uno dei due, che diventerà un grande cantante

## Produzione
Prodotto da Giulio e Olga Manenti il film fu girato per gli interni negli studi della SAFA Palatino. Le riprese esterne furono girate a Roma, in piazza San Silvestro ed all'interno dell'ufficio postale, in piazza Esedra con inquadrature della basilica di Santa Maria degli Angeli e dei Martiri, della fontana delle Naiadi e della vecchia stazione Termini, in via Nazionale ed in largo di Torre Argentina con inquadrature del teatro Argentina, dell'area sacra e della Torre del Papito con l'annesso portichetto.